# Самохідний перевантажувач проєкту П-140
Самохідний перевантажувач проєкту П-140 — самохідне судно-перевантажувач, призначене для перевезення зернових вантажів, а також виконання навантажувально-розвантажувальних робіт на відкритому рейді. Судно обладнане двома трюмами вантажомісткістю 10000 т і двома кранами продуктивністю 18000 т на добу. Це судно стане на момент завершення першого екземпляра найбільшим побудованим після відновлення незалежності України.
При річному обсязі вантажоперевалки 3,5-4 млн. тонн, судно забезпечить перевантаження близько 2 млн. тонн та підвищить добову продуктивність і ефективність використання вантажного флоту компанії "НІБУЛОН", виступаючи накопичувачем в період відсутності суден закордонного плавання.
Будівник Суднобудівно-судноремонтний завод «Нібулон»

## Історія
В травні 2018 року на потужностях Суднобудівно-судноремонтного заводу «Нібулон» було прозпочате будівництво першого 140-метрового самохідного перевантажувача вантажомісткістю 10 тис. тонн.
Nibulon Max поповнить флот компанії влітку 2019 року. При річному обсязі вантажоперевалки 3,5-4 млн тонн судно забезпечить перевантаження близько 2 млн тонн і підвищить добову продуктивність і ефективність використання вантажного флоту компанії, виступаючи накопичувачем у період відсутності суден закордонного плавання.
В травні 2019 року універсальне вантажне судно Palmerton прибуло та розвантажило біля нового причалу компанії “Нібулон” обладнанням для 140-метрового самохідного перевантажувача проєкту П-140, що готується до спуску на суднобудівно-судноремонтному заводі «НІБУЛОН». Судно доставило два електрогідравлічні чотирьохканатні грейферні крани фірми Liebherr-MCCTEC Rostock GmbH, які будуть встановлені на самохідному перевантажувачі проєкту П-140 «NIBULON MAX». Також це вперше, коли обладнання для будівництва нових суден було доставляється на “Нібулон” водним транспортом, а не автомобільним.
Загальні характеристики грейферних кранів типу CBG360:
- Довжина стріли крану, м – 36
- Мінімальний робочий радіус, м – 12
- Максимальний робочий радіус, м – 36
- Вантажопідйомність, т – 45
- Максимальна швидкість підняття/опускання, м/хв – 39
- Максимальний час вильоту стріли, с – 65
- Діапазон обертання, градуси – 360.

18 травня 2019 року перше судно було спущене на воду. Це перше судно таких розмірів, яке будується на заводі «НІБУЛОН», і найдовше кранове судно класу “ріка-море” за останні 25 років, побудоване в України.
20 вересня 2019 року на суднобудівно-судноремонтному заводі «Нібулон» відбулося відкриття Міжнародної виставки «Суднобудування-2019». Під час урочистої церемонії введено до експлуатації судно-перевантажувач пр. П140 NIBULON MAX та відбулося офіційне закладення портового буксира-кантувальника пр. Т410 й несамохідного судна пр. В1500.

## Загальні характеристики
Має наступні загальні характеристики.
- Довжина, м — 139.51
- Ширина, м — 28.0
- Місткість трюму, куб.м – 13400
- Дедвейт, т – 8653
- Водотоннажність, т – 13930
- Валова місткість, т – 12221
- Чиста місткість, т — 3667
- Автономність, діб – 90
- Екіпаж, осіб – 28+5

## Судна проєкту
- «Nibulon Max» - спуск на воду: 18.05.2019